# Kerry Reid
Kerry Reid (* 7. August 1947 als Kerry Ann Melville in Mosman) ist eine ehemalige australische Tennisspielerin.
Höhepunkt ihrer Karriere war der Gewinn der Australian Open im Januar 1977, als sie im Finale Dianne Balestrat aus Australien mit 7:5 und 6:2 besiegte. Damals wurde noch im Melbourner Stadtteil Kooyong und auf Rasen gespielt; 1970 war sie dort im Einzelfinale der Tennislegende Margaret Court unterlegen. Zudem stand sie 1972 im Finale der US Open, in dem sie sich Billie Jean King geschlagen geben musste. Zwischen 1968 und 1979 stand sie durchgehend in den  Top Ten.
Auch im Doppelwettbewerb siegte sie bei den Australian Open, 1968 und (kampflos; das Finale wurde wegen Regen nicht ausgetragen) 1977. Einen weiteren Grand-Slam-Titel im Doppel sicherte sie sich 1978 an der Seite von Wendy Turnbull in Wimbledon.
Von 1967 bis 1979 spielte sie außerdem 47 Partien für die australische Fed-Cup-Mannschaft, bei denen sie 37 Siege feiern konnte.
Reid zählt zu den neun Spielerinnen, den Original 9, die 1970 das Virginia Slims Invitational spielten, das von Gladys Heldman veranstaltet und gesponsert wurde.
Am 27. April 1975 heiratete sie den Tennisspieler Grover Reid in Greenville, South Carolina. Später setzte sie sich mit ihrer Familie (zwei Töchter) in South Carolina zur Ruhe. 